# Protium obtusifolium
Protium obtusifolium är en tvåhjärtbladig växtart som beskrevs av March.. Protium obtusifolium ingår i släktet Protium och familjen Burseraceae. Inga underarter finns listade i Catalogue of Life.